# Нидерау (Хесен)
Нидерау (њем. Nidderau) град је у њемачкој савезној држави Хесен. Једно је од 28 општинских средишта округа Мајн-Кинциг. Према процјени из 2010. у граду је живјело 19.894 становника. Посједује регионалну шифру (AGS) 6435021.

## Географски и демографски подаци
Нидерау се налази у савезној држави Хесен у округу Мајн-Кинциг. Град се налази на надморској висини од 125 метара. Површина општине износи 46,7 km². У самом граду је, према процјени из 2010. године, живјело 19.894 становника. Просјечна густина становништва износи 426 становника/km².